# La Bibbia aveva ragione
La Bibbia aveva ragione (Und die Bibel hat doch recht) è un saggio di argomento archeologico dell'autore tedesco Werner Keller, pubblicato nel 1955. 
Il sottotitolo (La Bibbia è storia, non leggenda, in originale Forscher beweisen die Wahrheit des Alten Testaments, "I ricercatori dimostrano la verità dell'Antico Testamento") richiama l'argomento centrale del libro: la dimostrazione della veridicità delle dichiarazioni dell'Antico Testamento con l'aiuto delle scoperte dell'archeologia biblica nel Vicino Oriente.

## Contenuto
Il volume incomincia con la trattazione delle vicende della Genesi e si conclude con le guerre contro i Seleucidi.
Nella prima parte (Quando giunsero i patriarchi...) Keller si occupa della Mezzaluna Fertile, della città di Ur e delle vestigia del diluvio universale, così come di Abramo e di Lot. Keller dimostra quindi che il mito del Diluvio si trova anche nel racconto di una disastrosa alluvione nell'epopea di Gilgameš. Keller suppone che negli anni Venti se ne sia trovata la conferma negli strati di limo nelle vicinanze di Ur.
Nel regno dei faraoni narra di Giuseppe e degli Ebrei in Egitto. Quarant'anni nel deserto descrive la ricerca delle tracce dell'esodo degli ebrei attraverso la penisola del Sinai fino ai confini della "Terra Promessa". L'autore si occupa anche di trovare una spiegazione alle dieci piaghe d'Egitto. Fa inoltre delle ipotesi sul luogo dove gli Ebrei avrebbero attraversato il Mar Rosso. La conferma della raccolta della manna viene vista in una scoperta, fatta da una spedizione dell'Università ebraica di Gerusalemme nel Sinai nell'anno 1927, nella quale due botanici identificarono la manna nella secrezione zuccherina commestibile dell'albero di tamerice.
La conquista della Terra Promessa ha come oggetto l'insediamento degli ebrei e la loro lotta con i Filistei. Ai tempi dei re Davide e Salomone, Israele costituiva una potenza regionale. La sua divisione in due parti portò infine alla distruzione del Regno di Giuda. In questo capitolo si trovano anche gli esiti della ricerca su Ninive. Gli Ebrei vissero nell'esilio finché, sotto il re dei re persiano, non poterono tornare nella loro "Terra Promessa".

## Accoglienza
Il libro fu tradotto in più di venti lingue e vendette oltre un milione di copie entro il 1960 . È stato definito come "uno dei più forti bestseller del Dopoguerra“.
In Italia, dove la prima edizione apparve nel 1956 presso la Garzanti, il libro vinse l'anno successivo il Premio Bancarella.

## Edizioni
- (DE) Werner Keller, Und die Bibel hat doch recht : Forscher beweisen die Wahrheit des Alten Testaments, Düsseldorf, Econ, 1955. (prima edizione).
- (DE) Werner Keller, Und die Bibel hat doch recht : Forscher beweisen die Wahrheit des Alten Testaments, Wien u. a., Econ, 1963. (edizione illustrata).
- Werner Keller, La Bibbia aveva ragione, collana Storia della civiltà, traduzione di Guido Gentili, Milano, Garzanti, 1957.
- Werner Keller, La Bibbia aveva ragione: per immagini, Milano, Garzanti, 1963.
- Werner Keller, La Bibbia aveva ragione, collana Letture per la scuola media, traduzione di Guido Gentili, presentazione di Federico Aprile; scelta e note di Mariella Linder Villaroel, Milano, Garzanti, 1963.
- Werner Keller, La Bibbia aveva ragione, collana I Garzanti 565-566, traduzione di Guido Gentili, Milano, Garzanti, 1969.
- Werner Keller, La Bibbia aveva ragione. Nuova edizione riveduta, a cura di Joachim Rehork, traduzione di Guido Gentili completata e riveduta da Rolando Zorzi, collana Storia della civiltà, Milano, Garzanti, 1983.
- Werner Keller, La Bibbia aveva ragione. Edizione riveduta, a cura di Joachim Rehork, traduzione di Guido Gentili completata e riveduta da Rolando Zorzi, Milano, Garzanti, 1992, ISBN 88-11-54866-7.
- Werner Keller, La Bibbia aveva ragione, a cura di Joachim Rehork, traduzione di Guido Gentili completata e riveduta da Rolando Zorzi, Saggi, Milano, Garzanti, 2007, ISBN 978-88-11-68035-2.